# Hossein Kaebi
Hossein Kaebi, né le 23 septembre 1985 à Ahvaz, est un footballeur iranien. Il joue au poste de défenseur en club et avec l'équipe d'Iran.

## Carrière

### En club
- Foolad Ahvaz -  Iran
- Al Sadd Doha -  Qatar
- Al Emirates Ras Al-Khaima -  Émirats arabes unis
- Pirouzi Teheran -  Iran
- Leicester City -  Angleterre
- Pirouzi Teheran
- Saipa Karaj
- Steel Azin

### En équipe nationale
Hossein Kaebi obtient sa première cape en février 2002. Il est alors âgé de seize ans. 
Il dispute la Coupe d'Asie 2004 avec l'équipe d'Iran.
Il participe également à la Coupe du monde 2006 avec l'équipe d'Iran.
Kaebi participe aussi à la Coupe d'Asie des nations 2007 avec l'Iran.

## Buts en sélections
| Buts | Date            | Lieu          | Adversaire       | Résultat | Compétition   |
| ---- | --------------- | ------------- | ---------------- | -------- | ------------- |
| 1.   | 5 août 2003     | Téhéran, Iran | Cameroun         | 4-1      | Match amical  |
| 2.   | 12 octobre 2003 | Téhéran, Iran | Nouvelle-Zélande | 3-0      | Coupe AFC-OFC |

## Palmarès
- 89 sélections et 2 buts avec l'équipe d'Iran depuis l'année 2002
- Vainqueur de l'AFC/OFC Cup Challenge en 2003 avec l'Iran
- Vainqueur du Championnat d'Asie de l'Ouest en 2004 avec l'Iran
- Troisième de la Coupe d'Asie des nations en 2004 avec l'Iran
- Champion d'Iran en 2005 avec le Foolad Ahvaz et en 2008 avec le Persepolis Téhéran